# Gold Cup 2011
Navigation
États-Unis 2009 États-Unis 2013
La Gold Cup 2011, disputée aux États-Unis, est la onzième édition de la Gold Cup et la vingt-et-unième coupe des nations de l'Amérique du Nord, d'Amérique centrale et des Caraïbes (CONCACAF). Le gagnant est qualifié pour la Coupe des confédérations 2013 au Brésil.
Cette compétition s'est déroulée aux États-Unis du 5 au 25 juin 2011 et a été remportée par le Mexique qui a battu en finale les États-Unis par 4 buts à 2 au Rose Bowl Stadium de Pasadena.

## Nations participantes
| Équipe                                                                                 | Qualification    | Nombre de participations |
| Amérique du Nord                                                                       | Amérique du Nord | Amérique du Nord         |
| -------------------------------------------------------------------------------------- | ---------------- | ------------------------ |
| États-Unis                                                                             | D'office         | 11e                      |
| Mexique                                                                                | D'office         | 11e                      |
| Canada                                                                                 | D'office         | 10e                      |
| Caraïbes - équipes qualifiées par le biais de la Coupe caribéenne des nations 2010     |                  |                          |
| Jamaïque                                                                               | Vainqueur        | 8e                       |
| Guadeloupe                                                                             | Finaliste        | 3e                       |
| Cuba                                                                                   | 3e               | 6e                       |
| Grenade                                                                                | 4e               | 2e                       |
| Amérique Centrale - équipes qualifiées par le biais de la Coupe UNCAF des nations 2011 |                  |                          |
| Honduras                                                                               | Vainqueur        | 10e                      |
| Costa Rica                                                                             | Finaliste        | 10e                      |
| Panama                                                                                 | 3e               | 5e                       |
| Salvador                                                                               | 4e               | 7e                       |
| Guatemala                                                                              | 5e               | 9e                       |

## Les stades
| Charlotte | Chicago | Dallas | Détroit | Houston                                        |                                      |
| --- | --- | --- | --- | ---------------------------------------------- | ------------------------------------ |
| Bank of America Stadium Capacité prévue : 73 778                                                              | Soldier Field Capacité prévue : 61 500                                                                                                   | Cowboys Stadium Capacité prévue : 80 000                                                                                                 | Ford Field Capacité prévue : 65 000 | Reliant Stadium Capacité prévue : 71 500       |                                      |
| | | | |                                                |                                      |
| Kansas City                                                                                                   | \| Carte des États-Unis Charlotte Chicago Dallas Detroit Houston Kansas City Los Angeles (2) Miami New York (2) Tampa Washington D.C. \| | \| Carte des États-Unis Charlotte Chicago Dallas Detroit Houston Kansas City Los Angeles (2) Miami New York (2) Tampa Washington D.C. \| | \| Carte des États-Unis Charlotte Chicago Dallas Detroit Houston Kansas City Los Angeles (2) Miami New York (2) Tampa Washington D.C. \| | Los Angeles (Carson)                           |                                      |
| Sporting Park Capacité prévue : 18 500                                                                        | \| Carte des États-Unis Charlotte Chicago Dallas Detroit Houston Kansas City Los Angeles (2) Miami New York (2) Tampa Washington D.C. \| | \| Carte des États-Unis Charlotte Chicago Dallas Detroit Houston Kansas City Los Angeles (2) Miami New York (2) Tampa Washington D.C. \| | \| Carte des États-Unis Charlotte Chicago Dallas Detroit Houston Kansas City Los Angeles (2) Miami New York (2) Tampa Washington D.C. \| | Home Depot Center Capacité prévue : 27 000     |                                      |
| | \| Carte des États-Unis Charlotte Chicago Dallas Detroit Houston Kansas City Los Angeles (2) Miami New York (2) Tampa Washington D.C. \| | \| Carte des États-Unis Charlotte Chicago Dallas Detroit Houston Kansas City Los Angeles (2) Miami New York (2) Tampa Washington D.C. \| | \| Carte des États-Unis Charlotte Chicago Dallas Detroit Houston Kansas City Los Angeles (2) Miami New York (2) Tampa Washington D.C. \| |                                                |                                      |
| Los Angeles (Pasadena)                                                                                        | Miami | New York (Harrison) | New York (East Rutherford) | Tampa                                          | Washington DC                        |
| Rose Bowl Capacité prévue : 91 136                                                                            | FIU Stadium Capacité prévue : 23 500 | Red Bull Arena Capacité prévue : 25 189                                                                                                  | New Meadowlands Stadium Capacité prévue : 82 566                                                                                         | Raymond James Stadium Capacité prévue : 68 857 | RFK Stadium Capacité prévue : 45 596 |
| | | | |                                                |                                      |
| Charlotte Chicago Dallas Detroit Houston Kansas City Los Angeles (2) Miami New York (2) Tampa Washington D.C. | | | |                                                |                                      |

## Premier tour

### Groupe A
| Place | Équipe     | Pts | J | G | N | P | BP | BC | Diff. |
| 1er   | Mexique    | 9   | 3 | 3 | 0 | 0 | 14 | 1  | +13   |
| 2e    | Costa Rica | 4   | 3 | 1 | 1 | 1 | 7  | 5  | +2    |
| 3e    | Salvador   | 4   | 3 | 1 | 1 | 1 | 7  | 7  | 0     |
| 4e    | Cuba       | 0   | 3 | 0 | 0 | 3 | 1  | 16 | -15   |

| 5 juin 2011 | Costa Rica                                           | 5 - 0 | Cuba | Cowboys Stadium, Arlington                      |                                                 |
|             | Ureña 6e 46e · Saborío 41e · Mora 47e · Campbell 71e |       |      | Spectateurs : 80 108 Arbitrage : Roberto Moreno | Spectateurs : 80 108 Arbitrage : Roberto Moreno |
|             | Rapport                                              |       |      | Spectateurs : 80 108 Arbitrage : Roberto Moreno | Spectateurs : 80 108 Arbitrage : Roberto Moreno |

| 5 juin 2011 | Mexique                                                        | 5 - 0        | Salvador | Cowboys Stadium, Arlington                         |                                                    |
|             | Juárez 55e · de Nigris 58e · J. Hernández 59e 67e 90+3e (pen.) |              |          | Spectateurs : 80 108 Arbitrage : Enrico Wijngaarde | Spectateurs : 80 108 Arbitrage : Enrico Wijngaarde |
|             | Rapport                                                        | González 90e |          | Spectateurs : 80 108 Arbitrage : Enrico Wijngaarde | Spectateurs : 80 108 Arbitrage : Enrico Wijngaarde |

| 9 juin 2011 | Costa Rica   | 1 - 1 | Salvador   | Bank of America Stadium, Charlotte            |                                               |
|             | Brenes 90+5e |       | Zelaya 45e | Spectateurs : 30 530 Arbitrage : Jair Marrufo | Spectateurs : 30 530 Arbitrage : Jair Marrufo |
|             | Rapport      |       |            | Spectateurs : 30 530 Arbitrage : Jair Marrufo | Spectateurs : 30 530 Arbitrage : Jair Marrufo |

| 9 juin 2011 | Cuba    | 0 - 5 | Mexique                                                | Bank of America Stadium, Charlotte                 |                                                    |
|             |         |       | J. Hernández 35e 76e · Giovani 63e 68e · de Nigris 65e | Spectateurs : 46 012 Arbitrage : Courtney Campbell | Spectateurs : 46 012 Arbitrage : Courtney Campbell |
|             | Rapport |       |                                                        | Spectateurs : 46 012 Arbitrage : Courtney Campbell | Spectateurs : 46 012 Arbitrage : Courtney Campbell |

| 12 juin 2011 | Salvador                                                                   | 6 - 1 | Cuba           | Soldier Field, Chicago                       |                                              |
|              | Zelaya 13e 71e · Romero 29e · Blanco 69e · Alvarez 84e · Quintanilla 90+4e |       | Y. Márquez 45e | Spectateurs : 62 000 Arbitrage : Neal Brizan | Spectateurs : 62 000 Arbitrage : Neal Brizan |
|              | Rapport                                                                    |       |                | Spectateurs : 62 000 Arbitrage : Neal Brizan | Spectateurs : 62 000 Arbitrage : Neal Brizan |

| 12 juin 2011 | Mexique                                      | 4 - 1 | Costa Rica | Soldier Field, Chicago                          |                                                 |
|              | Márquez 17e · Guardado 19e 26e · Barrera 38e |       | Ureña 70e  | Spectateurs : 62 000 Arbitrage : Roberto Moreno | Spectateurs : 62 000 Arbitrage : Roberto Moreno |
|              | Rapport                                      |       |            | Spectateurs : 62 000 Arbitrage : Roberto Moreno | Spectateurs : 62 000 Arbitrage : Roberto Moreno |

### Groupe B
| Place | Équipe    | Pts | J | G | N | P | BP | BC | Diff. |
| 1er   | Jamaïque  | 9   | 3 | 3 | 0 | 0 | 7  | 0  | +7    |
| 2e    | Honduras  | 4   | 3 | 1 | 1 | 1 | 7  | 2  | +5    |
| 3e    | Guatemala | 4   | 3 | 1 | 1 | 1 | 4  | 2  | +2    |
| 4e    | Grenade   | 0   | 3 | 0 | 0 | 3 | 1  | 15 | -14   |

| 6 juin 2011 | Jamaïque                                               | 4 - 0 | Grenade | Home Depot Center, Carson                         |                                                   |
|             | Shelton 21e · Johnson 39e · Phillips 79e · O.Daley 84e |       |         | Spectateurs : 21 520 Arbitrage : Baldomero Toledo | Spectateurs : 21 520 Arbitrage : Baldomero Toledo |
|             | Rapport                                                |       |         | Spectateurs : 21 520 Arbitrage : Baldomero Toledo | Spectateurs : 21 520 Arbitrage : Baldomero Toledo |

| 6 juin 2011 | Honduras | 0 - 0                              | Guatemala | Home Depot Center, Carson                         |
|             |          |                                    |           | Spectateurs : 21 520 Arbitrage : Francisco Chacón |
|             | Rapport  | Cabrera 50e, 61e · Medina 74e, 79e |           |                                                   |

| 10 juin 2011 | Jamaïque         | 2 - 0            | Guatemala | FIU Stadium, Miami                              |                                                 |
|              | Phillips 65e 78e |                  |           | Spectateurs : 18 057 Arbitrage : Walter Quesada | Spectateurs : 18 057 Arbitrage : Walter Quesada |
|              | Rapport          | Noriega 34e, 70e |           | Spectateurs : 18 057 Arbitrage : Walter Quesada | Spectateurs : 18 057 Arbitrage : Walter Quesada |

| 10 juin 2011 | Grenade    | 1 - 7 | Honduras                                                              | FIU Stadium, Miami                            |                                               |
|              | Murray 19e |       | Bengtson 26e 37e · Costly 28e 67e 71e · W. Martinez 88e · Mejía 90+3e | Spectateurs : 18 057 Arbitrage : David Gantar | Spectateurs : 18 057 Arbitrage : David Gantar |
|              | Rapport    |       |                                                                       | Spectateurs : 18 057 Arbitrage : David Gantar | Spectateurs : 18 057 Arbitrage : David Gantar |

| 13 juin 2011 | Guatemala                                            | 4 - 0 | Grenade | Red Bull Arena, Harrison                          |                                                   |
|              | Del Aguila 16e · Pappa 22e · Ruiz 54e · Gallardo 59e |       |         | Spectateurs : 25 000 Arbitrage : Baldomero Toledo | Spectateurs : 25 000 Arbitrage : Baldomero Toledo |
|              | Rapport                                              |       |         | Spectateurs : 25 000 Arbitrage : Baldomero Toledo | Spectateurs : 25 000 Arbitrage : Baldomero Toledo |

| 13 juin 2011 | Honduras | 0 - 1 | Jamaïque    | Red Bull Arena, Harrison                      |                                               |
|              |          |       | Johnson 36e | Spectateurs : 25 000 Arbitrage : Joel Aguilar | Spectateurs : 25 000 Arbitrage : Joel Aguilar |
|              | Rapport  |       |             | Spectateurs : 25 000 Arbitrage : Joel Aguilar | Spectateurs : 25 000 Arbitrage : Joel Aguilar |

### Groupe C
| Place | Équipe     | Pts | J | G | N | P | BP | BC | Diff. |
| 1er   | Panama     | 7   | 3 | 2 | 1 | 0 | 6  | 4  | +2    |
| 2e    | États-Unis | 6   | 3 | 2 | 0 | 1 | 4  | 2  | +2    |
| 3e    | Canada     | 4   | 3 | 1 | 1 | 1 | 2  | 3  | -1    |
| 4e    | Guadeloupe | 0   | 3 | 0 | 0 | 3 | 2  | 5  | -3    |

| 7 juin 2011 | Panama                                    | 3 - 2         | Guadeloupe     | Ford Field, Détroit                           |                                               |
|             | Pérez 29e · Tejada 32e · Gómez 57e (pen.) |               | Jovial 65e 78e | Spectateurs : 28 209 Arbitrage : Marlon Mejía | Spectateurs : 28 209 Arbitrage : Marlon Mejía |
|             | Rapport                                   | Tacalfred 38e |                | Spectateurs : 28 209 Arbitrage : Marlon Mejía | Spectateurs : 28 209 Arbitrage : Marlon Mejía |

| 7 juin 2011 | États-Unis                 | 2 - 0 | Canada | Ford Field, Détroit                           |                                               |
|             | Altidore 15e · Dempsey 62e |       |        | Spectateurs : 28 209 Arbitrage : Walter Lopez | Spectateurs : 28 209 Arbitrage : Walter Lopez |
|             | Rapport                    |       |        | Spectateurs : 28 209 Arbitrage : Walter Lopez | Spectateurs : 28 209 Arbitrage : Walter Lopez |

| 11 juin 2011 | Canada                | 1 - 0        | Guadeloupe | Raymond James Stadium, Tampa                   |                                                |
|              | De Rosario 51e (pen.) |              |            | Spectateurs : 27 731 Arbitrage : Trevor Taylor | Spectateurs : 27 731 Arbitrage : Trevor Taylor |
|              | Rapport               | Lambourde 4e |            | Spectateurs : 27 731 Arbitrage : Trevor Taylor | Spectateurs : 27 731 Arbitrage : Trevor Taylor |

| 11 juin 2011 | États-Unis  | 1 - 2 | Panama                               | Raymond James Stadium, Tampa                     |                                                  |
|              | Goodson 66e |       | Goodson 19e (csc) · Gómez 36e (pen.) | Spectateurs : 27 731 Arbitrage : Marco Rodríguez | Spectateurs : 27 731 Arbitrage : Marco Rodríguez |
|              | Rapport     |       |                                      | Spectateurs : 27 731 Arbitrage : Marco Rodríguez | Spectateurs : 27 731 Arbitrage : Marco Rodríguez |

| 14 juin 2011 | Canada                | 1 - 1 | Panama       | Sporting Park, Kansas City                    |                                               |
|              | De Rosario 62e (pen.) |       | Tejada 90+1e | Spectateurs : 20 109 Arbitrage : Walter Lopez | Spectateurs : 20 109 Arbitrage : Walter Lopez |
|              | Rapport               |       |              | Spectateurs : 20 109 Arbitrage : Walter Lopez | Spectateurs : 20 109 Arbitrage : Walter Lopez |

| 14 juin 2011 | Guadeloupe | 0 - 1 | États-Unis  | Sporting Park, Kansas City                     |                                                |
|              |            |       | Altidore 9e | Spectateurs : 20 109 Arbitrage : Jeffrey Solis | Spectateurs : 20 109 Arbitrage : Jeffrey Solis |
|              | Rapport    |       |             | Spectateurs : 20 109 Arbitrage : Jeffrey Solis | Spectateurs : 20 109 Arbitrage : Jeffrey Solis |

### Classement des troisièmes de groupe
Les deux meilleurs troisièmes sont repêches pour compléter le tableau des quarts-de-finale.
| Groupe | Équipe    | Pts | J | G | N | P | Bp | Bc | Diff |
| ------ | --------- | --- | - | - | - | - | -- | -- | ---- |
| B      | Guatemala | 4   | 3 | 1 | 1 | 1 | 4  | 2  | +2   |
| A      | Salvador  | 4   | 3 | 1 | 1 | 1 | 7  | 7  | 0    |
| C      | Canada    | 4   | 3 | 1 | 1 | 1 | 2  | 3  | −1   |

## Tableau final
|  | Quarts de finale              | Quarts de finale              |            |         | Demi-finales          | Demi-finales          |  |  | Finale                 | Finale                 |
|  | Quarts de finale              | Quarts de finale              |            |         | Demi-finales          | Demi-finales          |  |  | Finale                 | Finale                 |
|  |                               |                               |            |         |                       |                       |  |  |                        |                        |
|  | 18 juin 2011, East Rutherford | 18 juin 2011, East Rutherford |            |         | 22 juin 2011, Houston | 22 juin 2011, Houston |  |  | 25 juin 2011, Pasadena | 25 juin 2011, Pasadena |
|  | 18 juin 2011, East Rutherford | 18 juin 2011, East Rutherford |            |         | 22 juin 2011, Houston | 22 juin 2011, Houston |  |  | 25 juin 2011, Pasadena | 25 juin 2011, Pasadena |
|  | A2 Costa Rica                 | 1ap (2)                       |            |         | 22 juin 2011, Houston | 22 juin 2011, Houston |  |  | 25 juin 2011, Pasadena | 25 juin 2011, Pasadena |
|  | A2 Costa Rica                 | 1ap (2)                       |            |         | 22 juin 2011, Houston | 22 juin 2011, Houston |  |  | 25 juin 2011, Pasadena | 25 juin 2011, Pasadena |
|  | B2 Honduras                   | 1 tab(4)                      |            |         | 22 juin 2011, Houston | 22 juin 2011, Houston |  |  | 25 juin 2011, Pasadena | 25 juin 2011, Pasadena |
|  | B2 Honduras                   | 1 tab(4)                      | Honduras   | 0       |                       |                       |  |  | 25 juin 2011, Pasadena | 25 juin 2011, Pasadena |
|  | 18 juin 2011, East Rutherford |                               | Honduras   | 0       |                       |                       |  |  | 25 juin 2011, Pasadena | 25 juin 2011, Pasadena |
|  |                               | Mexique                       | 2 ap       |         |                       |                       |  |  | 25 juin 2011, Pasadena | 25 juin 2011, Pasadena |
|  | A1 Mexique                    | Mexique                       | 2 ap       | 2       |                       |                       |  |  | 25 juin 2011, Pasadena | 25 juin 2011, Pasadena |
|  | A1 Mexique                    |                               |            | 2       |                       |                       |  |  | 25 juin 2011, Pasadena | 25 juin 2011, Pasadena |
|  | B3 Guatemala                  | 1                             |            |         |                       |                       |  |  | 25 juin 2011, Pasadena | 25 juin 2011, Pasadena |
|  | B3 Guatemala                  | 1                             | Mexique    | 4       |                       |                       |  |  |                        |                        |
|  | 19 juin 2011, Washington      |                               | Mexique    | 4       |                       |                       |  |  |                        |                        |
|  |                               | États-Unis                    | 2          |         |                       |                       |  |  |                        |                        |
|  | B1 Jamaïque                   | États-Unis                    | 2          | 0       |                       |                       |  |  |                        |                        |
|  | B1 Jamaïque                   | 22 juin 2011, Houston         |            | 0       |                       |                       |  |  |                        |                        |
|  | C2 États-Unis                 | 2                             |            |         |                       |                       |  |  |                        |                        |
|  | C2 États-Unis                 | 2                             | États-Unis | 1       |                       |                       |  |  |                        |                        |
|  | 19 juin 2011, Washington      |                               | États-Unis | 1       |                       |                       |  |  |                        |                        |
|  |                               | Panama                        | 0          |         |                       |                       |  |  |                        |                        |
|  | C1 Panama                     | Panama                        | 0          | 1ap (5) |                       |                       |  |  |                        |                        |
|  | C1 Panama                     |                               |            | 1ap (5) |                       |                       |  |  |                        |                        |
|  | A3 Salvador                   | 1 tab(3)                      |            |         |                       |                       |  |  |                        |                        |
|  | A3 Salvador                   | 1 tab(3)                      |            |         |                       |                       |  |  |                        |                        |

### Quarts de finale
| 18 juin 2011                       | Costa Rica        | 1 - 1 a. p.                              | Honduras     | New Meadowlands Stadium, East Rutherford        |                                                 |
|                                    | Marshall 56e      |                                          | Bengtson 49e | Spectateurs : 78 807 Arbitrage : Roberto Moreno | Spectateurs : 78 807 Arbitrage : Roberto Moreno |
|                                    | Rapport           |                                          |              | Spectateurs : 78 807 Arbitrage : Roberto Moreno | Spectateurs : 78 807 Arbitrage : Roberto Moreno |
| Borges · Ruiz · Saborío · Campbell | Tirs au but 2 - 4 | Costly · Bernárdez · Palacios · Bengtson |              | Spectateurs : 78 807 Arbitrage : Roberto Moreno | Spectateurs : 78 807 Arbitrage : Roberto Moreno |

| 18 juin 2011 | Mexique                          | 2 - 1 | Guatemala | New Meadowlands Stadium, East Rutherford           |                                                    |
|              | de Nigris 48e · J. Hernández 66e |       | Ruiz 5e   | Spectateurs : 78 807 Arbitrage : Courtney Campbell | Spectateurs : 78 807 Arbitrage : Courtney Campbell |
|              | Rapport                          |       |           | Spectateurs : 78 807 Arbitrage : Courtney Campbell | Spectateurs : 78 807 Arbitrage : Courtney Campbell |

| 19 juin 2011 | Jamaïque | 0 - 2 | États-Unis                     | Robert F. Kennedy Memorial Stadium, Washington DC |                                                  |
|              |          |       | Taylor 49e (csc) · Dempsey 80e | Spectateurs : 55 502 Arbitrage : Marco Rodríguez  | Spectateurs : 55 502 Arbitrage : Marco Rodríguez |
| Taylor 67e   | Rapport  |       |                                | Spectateurs : 55 502 Arbitrage : Marco Rodríguez  | Spectateurs : 55 502 Arbitrage : Marco Rodríguez |

| 19 juin 2011                                       | Panama            | 1 - 1 a. p.                        | Salvador          | Robert F. Kennedy Memorial Stadium, Washington DC |                                                 |
|                                                    | Tejada 89e        |                                    | Zelaya 78e (pen.) | Spectateurs : 45 424 Arbitrage : Walter Quesada   | Spectateurs : 45 424 Arbitrage : Walter Quesada |
| Pérez 90e                                          | Rapport           | Anaya 45e, 90e ·                   |                   | Spectateurs : 45 424 Arbitrage : Walter Quesada   | Spectateurs : 45 424 Arbitrage : Walter Quesada |
| Barahona · Rentería · Godoy · A.Henríquez · Tejada | Tirs au but 5 - 3 | D. Alas · Romero · Zelaya · Flores |                   | Spectateurs : 45 424 Arbitrage : Walter Quesada   | Spectateurs : 45 424 Arbitrage : Walter Quesada |

### Demi-finales
| 22 juin 2011        | Honduras | 0 - 2 a. p. | Mexique                          | Reliant Stadium, Houston                      |                                               |
|                     |          |             | de Nigris 93e · J. Hernández 99e | Spectateurs : 70 627 Arbitrage : Walter López | Spectateurs : 70 627 Arbitrage : Walter López |
| Espinoza 109e, 115e | Rapport  |             |                                  | Spectateurs : 70 627 Arbitrage : Walter López | Spectateurs : 70 627 Arbitrage : Walter López |

| 22 juin 2011 | États-Unis  | 1 - 0 | Panama | Reliant Stadium, Houston                           |                                                    |
|              | Dempsey 77e |       |        | Spectateurs : 70 627 Arbitrage : Enrico Wijngaarde | Spectateurs : 70 627 Arbitrage : Enrico Wijngaarde |
|              | Rapport     |       |        | Spectateurs : 70 627 Arbitrage : Enrico Wijngaarde | Spectateurs : 70 627 Arbitrage : Enrico Wijngaarde |

### Finale
| 25 juin 2011 | États-Unis               | 2 - 4 | Mexique                                      | Rose Bowl, Pasadena                           |                                               |
|              | Bradley 8e · Donovan 23e |       | Barrera 29e 50e · Guardado 36e · Giovani 76e | Spectateurs : 93 420 Arbitrage : Joel Aguilar | Spectateurs : 93 420 Arbitrage : Joel Aguilar |
|              | Rapport                  |       |                                              | Spectateurs : 93 420 Arbitrage : Joel Aguilar | Spectateurs : 93 420 Arbitrage : Joel Aguilar |

| Vainqueur de la Gold Cup 2011 Mexique 6e titre |

## Classement des buteurs
7 buts
- Javier Hernández

4 buts
- Rodolfo Zelaya
- Aldo de Nigris

3 buts
| - Marco Ureña - Jerry Bengtson - Carlo Costly - Demar Phillips | - Pablo Barrera - Andrés Guardado - Giovani dos Santos | - Luis Tejada - Clint Dempsey |

2 buts
| - Dwayne De Rosario - Brice Jovial | - Carlos Ruiz - Ryan Johnson | - Gabriel Gómez - Jozy Altidore |

1 but
| - Randall Brenes - Joel Campbell - Dennis Marshall - Heiner Mora - Álvaro Saborío - Yénier Márquez - Osael Romero - Arturo Alvarez - Eliseo Quintanilla - Léster Blanco | - Clive Murray - José Javier del Aguila - Carlos Gallardo - Marco Pappa - Walter Martinez - Alfredo Mejía - Omar Daley - Luton Shelton | - Efraín Juárez - Rafael Márquez - Blas Pérez - Michael Bradley - Landon Donovan - Clarence Goodson |

Buteurs contre leur camp
- Clarence Goodson (pour le Panama)
- Jermaine Taylor (pour les États-Unis)

## Récompenses
Source : Site CONCACAF
| Meilleur buteur  | Meilleur joueur  | Meilleur gardien | Prix du fair-play |
| ---------------- | ---------------- | ---------------- | ----------------- |
| Javier Hernández | Javier Hernández | Noel Valladares  | Mexique           |